# Luís Ganito
Luís Daniel Costa Ganito (Lisboa, 9 de Fevereiro de 1997) é um actor português.

## Carreira

### Televisão
| Ano         | Projeto                        | Papel                          | Notas                 | Canal            |
| ----------- | ------------------------------ | ------------------------------ | --------------------- | ---------------- |
| 2007 - 2011 | Conta-me Como Foi              | Carlos Manuel Lopes «Carlitos» | Elenco Principal      | RTP1             |
| 2008        | Vila Faia                      |                                | Participação Especial | RTP1             |
| 2011        | Liberdade 21                   | Hugo                           | Participação Especial | RTP1             |
| 2011 - 2012 | Anjo Meu                       | Pedro Miguel                   | Elenco Adicional      | TVI              |
| 2012        | Pai à Força (2.ª Temporada)    |                                | Participação Especial | RTP1             |
| 2013        | Portal do Tempo                | TVI                            | Participação Especial |                  |
| 2014        | O Beijo do Escorpião           | TVI                            | Duate Macieira        | Elenco Principal |
| 2015        | Mar Salgado                    | Rafael                         | Elenco Adicional      | SIC              |
| 2016        | A Única Mulher (3.ª temporada) | Lucas                          | Elenco Adicional      | TVI              |
| 2017        | Sim, Chef!                     | Vicente                        | Participação Especial | RTP1             |
| 2017 - 2018 | Jogo Duplo                     | Renato Nunes                   | Elenco Principal      | TVI              |
| 2018        | Soldado Milhões - A Série      | Mértola                        | Elenco Adicional      | RTP1             |
| 2018        | Valor da Vida                  | Young Manuel                   | Participação Especial | TVI              |
| 2018        | Onde Está Elisa?               | Gonçalo Pires                  | Elenco Principal      | TVI              |
| 2019 - 2020 | Luz Vermelha                   | Joaquim Martins                | Elenco Adicional      | RTP1             |
| 2019        | Conta-me Como Foi              | Carlos Manuel Lopes «Carlitos» | Elenco Principal      | RTP1             |
| 2021        | Amor Amor                      | Romeu Santiago (Jovem)         | Participação Especial | SIC              |
| 2021 - 2022 | A Lista                        | Paulo Santos                   | Protagonista (OPTO)   | SIC              |
| 2023 - 2024 | Flor Sem Tempo                 | Gabriel Mosquito               | Elenco Principal      | SIC              |
| 2025        | Os Eleitos (4ª Temporada)      | Salvador                       | Protagonista (OPTO)   | SIC              |

### Filmografia
| Ano  | Título          | Personagem | Notas            |
| ---- | --------------- | ---------- | ---------------- |
| 2018 | Soldado Milhões | Mértola    | Elenco Adicional |

### Dobragens
| Ano  | Título             | Personagem  | Nota                   | Canal          |
| ---- | ------------------ | ----------- | ---------------------- | -------------- |
| 2010 | Boa Sorte Charlie! | Gabe Duncan | Bradley Steven Perry   | Disney Channel |
| 2012 | Lab Rats           | Leo Dooley  | Tyrel Jackson Williams | Disney Channel |